# Ander Iturraspe
Ander Iturraspe Derteano (Abadiano, Vizcaya; 8 de marzo de 1989), conocido deportivamente como Iturraspe, es un exfutbolista español que ocupaba la demarcación de centrocampista de corte defensivo. 
Desarrolló casi toda su carrera deportiva en el Athletic Club, retirándose en las filas del RCD Espanyol con 31 años. En 2014, fue internacional en dos ocasiones con la selección española.

## Trayectoria

### Athletic Club
Se formó en Lezama desde 1999, a excepción de la temporada 2003-2004 que decidió volver a su localidad. Pablo Orbaiz o Carlos Gurpegui se percataron del talento del jugador de Matiena cuando era juvenil. Debutó en el Athletic el 14 de septiembre de 2008 en un partido ante el Málaga. Durante esa temporada y la siguiente alternaba el primer equipo y el filial rojiblanco. No fue hasta la temporada 2010/2011 cuando ascendió definitivamente al primer equipo, aunque no tuvo un papel relevante con Joaquín Caparrós. 
Marcelo Bielsa, técnico del Athletic, apostó por él de cara a la temporada 2011/2012 para formar el centro del campo, al lado de Óscar De Marcos y Ander Herrera y retrasando a Javi Martínez a la defensa. En su segundo partido con Marcelo Bielsa, se estrenó como goleador, ante el Rayo Vallecano en San Mamés. Tanto a nivel personal como colectivo fue una gran temporada con la disputa de dos finales, la de Copa del Rey y la de Liga Europa de la UEFA. Ander fue un jugador importante en la mítica victoria en Old Trafford por 2-3 donde cuajó una actuación fantástica. La segunda temporada de Bielsa no fue positiva a nivel colectivo, aunque Iturraspe mantuvo la titularidad.
Con la llegada de Ernesto Valverde en 2013, Ander realizó una excepcional temporada al lado de Mikel Rico y con Ander Herrera en la mediapunta. El Athletic cosechó un excepcional cuarto puesto. Junto a Laporte, fue incluido en el Once Ideal realizado por la propia LFP, además fue convocado por primera vez por el seleccionador Vicente del Bosque.
La temporada 2014/2015 comenzó de forma positiva al superar al Nápoles en la ronda previa de la Liga de Campeones de la UEFA. Fue uno de los mejores jugadores del equipo en la eliminatoria, sobre todo, en el partido de vuelta disputado en San Mamés. Por otra parte, anotó dos goles en los doce primeros partidos de Liga. Tras una lesión de rodilla, sufrida en el mes de febrero de 2015, que le hizo perderse varias semanas de competición y, a su regreso, una lesión muscular le mantuvieron casi inédito el resto de la temporada. Aun así, pudo participar desde el banquillo en la final de Copa ante el FC Barcelona en el Camp Nou.
El 17 de agosto de 2015 consiguió su primer título con el club rojiblanco al ganar al FC Barcelona en la final de la Supercopa de España por un global de 5-1, aunque no pudo disputar ninguno de los partidos por lesión. A nivel personal, su temporada fue negativa –no llegó a los 1500 minutos en toda la temporada– debido a las continuas lesiones y al gran nivel de Mikel San José y Beñat en el mediocampo. A pesar de su poca participación, disputó un gran partido ante el Sevilla, en la vuelta de cuartos de final de la Liga Europa, donde el conjunto rojiblanco fue eliminado en la tanda de penaltis. La temporada 2016-17 volvió a estar marcada por la poca participación (1600 minutos), aunque dejó destellos como en la victoria ante el FC Barcelona en la ida de los octavos de final de Copa por 2-1, generando los dos goles del equipo, aunque fue expulsado en los últimos minutos.
En verano de 2017 sufrió una lesión muscular que le impidió empezar la temporada. Tras su recuperación, Ziganda le fue incluyendo en el equipo hasta devolverle la titularidad. El 9 de febrero de 2018 disputó su partido número 300 como jugador del Athletic Club, siendo el segundo vizcaíno en alcanzar esa cifra en el siglo XXI después de Fran Yeste.
El 30 de abril de 2019, el club bilbaíno hizo público que el centrocampista no seguiría en el club la próxima temporada, después de haber quedado fuera de gran parte de las convocatorias.

### RCD Espanyol
El 8 de julio de 2019 se confirmó su fichaje por una temporada por el RCD Espanyol. El 1 de agosto debutó, en un encuentro de ronda previa de Liga Europa, frente al Stajrnan islandés (1-3). En septiembre de 2020 decidió retirarse del fútbol profesional, con sólo 31 años, después de haber jugado 18 encuentros y haber descendido a Segunda División con el conjunto catalán.

### Vida posterior
En 2024 montó un restaurante de sushi en Durango y otro en Eibar.

## Selección nacional
El 13 de mayo de 2014, Vicente Del Bosque le incluyó en la lista de preseleccionados para disputar la Copa Mundial de Fútbol de 2014. El 31 de mayo se daría a conocer la lista definitiva de los 23 jugadores, donde finalmente no entró Iturraspe a pesar de haber cuajado un gran partido, ante la selección boliviana, en su debut en el Sánchez-Pizjuán. Volvió a jugar con la selección en el mes de septiembre disputando un partido ante la selección francesa. Su última llamada con la selección se produjo en octubre de 2014 para los partidos ante Eslovaquia y Luxemburgo, aunque no disputó ninguno de ellos.

## Clubes
| Club              | Liga                      | Periodo     |
| ----------------- | ------------------------- | ----------- |
| C.P. Matiena      | Divisiones regionales     | 1998-1999   |
| Athletic Alevín   | Divisiones regionales     | 1999-2001   |
| Athletic Infantil | Divisiones regionales     | 2001-2003   |
| Abadiño Cadete    | Divisiones regionales     | 2003 - 2004 |
| Athletic Cadete A | Divisiones regionales     | 2004 - 2005 |
| Athletic Juvenil  | División de Honor Juvenil | 2005 - 2007 |
| CD Basconia       | Tercera división          | 2007 - 2008 |
| Bilbao Athletic   | Segunda división B        | 2008 - 2010 |
| Athletic Club     | Primera división          | 2008 - 2019 |
| RCD Espanyol      | Primera división          | 2019 - 2020 |

## Estadísticas
- Actualizado el 24 de septiembre de 2020.

| Club              | Temporada     | Liga     | Liga  | Copa     | Copa  | Europa   | Europa | Otros    | Otros | Total    | Total |
| Club              | Temporada     | Partidos | Goles | Partidos | Goles | Partidos | Goles  | Partidos | Goles | Partidos | Goles |
| ----------------- | ------------- | -------- | ----- | -------- | ----- | -------- | ------ | -------- | ----- | -------- | ----- |
| Baskonia          | 2007–08       | 30       | 1     | –        | –     | –        | –      | –        | –     | 30       | 1     |
| Baskonia          | Total         | 30       | 1     | –        | –     | –        | –      | –        | –     | 30       | 1     |
| Bilbao Athletic   | 2007–08       | 3        | 0     | –        | –     | –        | –      | –        | –     | 3        | 0     |
| Bilbao Athletic   | 2008–09       | 26       | 1     | –        | –     | –        | –      | –        | –     | 26       | 1     |
| Bilbao Athletic   | 2009–10       | 11       | 0     | –        | –     | –        | –      | –        | –     | 11       | 0     |
| Bilbao Athletic   | Total         | 40       | 1     | –        | –     | –        | –      | –        | –     | 40       | 1     |
| Athletic Club     | 2008–09       | 4        | 0     | 1        | 0     | –        | –      | –        | –     | 5        | 0     |
| Athletic Club     | 2009–10       | 15       | 0     | 0        | 0     | 3        | 0      | 1        | 0     | 19       | 0     |
| Athletic Club     | 2010–11       | 17       | 0     | 1        | 0     | –        | –      | –        | –     | 18       | 0     |
| Athletic Club     | 2011–12       | 35       | 1     | 8        | 0     | 15       | 0      | –        | –     | 58       | 1     |
| Athletic Club     | 2012–13       | 30       | 0     | 2        | 0     | 9        | 0      | –        | –     | 41       | 0     |
| Athletic Club     | 2013–14       | 33       | 0     | 5        | 0     | 0        | 0      | –        | –     | 38       | 0     |
| Athletic Club     | 2014–15       | 25       | 2     | 6        | 0     | 7        | 0      | –        | –     | 38       | 2     |
| Athletic Club     | 2015–16       | 16       | 0     | 4        | 0     | 8        | 0      | –        | –     | 28       | 0     |
| Athletic Club     | 2016–17       | 24       | 0     | 3        | 0     | 5        | 0      | –        | –     | 32       | 0     |
| Athletic Club     | 2017-18       | 30       | 0     | 1        | 0     | 7        | 0      | –        | –     | 38       | 0     |
| Athletic Club     | 2018–19       | 3        | 0     | 2        | 0     | -        | -      | –        | –     | 5        | 0     |
| Athletic Club     | Total         | 232      | 3     | 33       | 0     | 54       | 0      | 1        | 0     | 320      | 3     |
| R. C. D. Espanyol | 2019-20       | 8        | 0     | 3        | 0     | 7        | 0      | –        | –     | 18       | 0     |
| R. C. D. Espanyol | Total         | 8        | 0     | 3        | 0     | 7        | 0      | –        | –     | 18       | 0     |
| Total carrera     | Total carrera | 310      | 5     | 36       | 0     | 61       | 0      | 1        | 0     | 408      | 5     |

## Palmarés

### Clubes

#### Campeonatos nacionales
| Título              | Podio   | País   | Club          | Año  |
| ------------------- | ------- | ------ | ------------- | ---- |
| Supercopa de España | Campeón | España | Athletic Club | 2015 |

### Reconocimientos
| Distinción                           | Año  |
| ------------------------------------ | ---- |
| Incluido en el Once Ideal de La Liga | 2014 |

## Vida personal
Su hermano Gorka (1994) también se formó como futbolista en la cantera del Athletic Club entre 2004 y 2017.